# Josefine Lindén
Josefine Lindén, född 4 november 1978 i Borås är en svensk författare och ingenjör.

## Biografi
Lindén är född i Borås och bodde där som barn innan familjen flyttade till Stockholm. Hon gick musiklinje på gymnasiet och har en högskoleingenjörsexamen i medieteknik. Examensarbetet "Ljudbokens intåg - vad händer med läsförståelsen vid ökad uppspelningshastighet" publicerades 2019. Hon har även läst journalistik på JMK.
Efter att ha jobbat på bland annat TV4 och Libris så släpptes debutromanen "Tiden går så långsamt när man tittar på den" i april 2014. Sedan dess har Lindén varit frilans och författare på heltid. Hon har både skrivit romaner, en barnbok och flera biografier. Boken "Lukas Betting - så spelade jag bort 20 miljoner på ett år" kom 2019 och är en sann historia om Lukas vars spelberoende förstärks av spelbolagens uppvaktning. 
I boken "Tifo", en ungdomsroman, skriver hon om supporterkulturens goda sidor, en fiktiv historia skriven från ståplats byggd på egna erfarenheter från supporterlivet där hon upplevt en social tillhörighet.